# Lee Bermejo
Lee Bermejo é um desenhista norte-americano conhecido por seu trabalho junto a Wildstorm, de propriedade de Jim Lee. Como funcionário do estúdio, desenhou edições especiais de Gen¹³, e ganhou reconhecimento por seu trabalho em Deathblow.
Costuma colaborar com o escritor Brian Azzarello onde juntos produziram dentre outras graphic novels de sucesso, Coringa ("Joker") e Luthor: Homem de Aço ("Lex Luthor: Man of Steel"). Atualmente faz as capas para os títulos Checkmate e Daredevil.

## Carreira
A carreira de Lee Bermejo começou em 1997 como estagiário na WildStorm. Em suma, ele é um autodidata com pouca formação formal em arte. Seu primeiro crédito em trabalho de quadrinhos apareceu em Gen¹³ #43 (setembro de 1999).[carece de fontes?] Ao lado do roteirista Joe Kelly e do co-artista Doug Mahnke, Bermejo criou a história "What's So Funny About Truth, Justice & the American Way?" para a Action Comics #775 (março de 2001). Ele e o seu grande colaborador, o roteirista Brian Azzarello trabalharam na minissérie Lex Luthor: Man of Steel em 2005[carece de fontes?] e na graphic novel Joker em 2008. Em 2009, Bermejo desenhou a história Superman na minissérie de antologias Wednesday Comics. Bermejo escreveu e desenhou a graphic novel Batman: Noël em 2011. Ele e Azzarello trabalharam novamente na minissérie Before Watchmen: Rorschach em 2012–2013. Em 2015, Bermejo lançou as séries Suiciders para o selo Vertigo e We Are Robin para a linha principal da DC Comics. Bermejo desenhou uma das capas variantes em referência aos anos 2000 da Action Comics #1000 (junho de 2018).